# NGC 6946
Az NGC 6946 (más néven Caldwell 12) egy spirálgalaxis a Cepheus csillagképben, közel a Cygnus csillagképhez. A Halton Arp által összeállított Különleges galaxisok atlaszában a 29-es szám alatt szerepel.

## Felfedezése
A galaxist William Herschel fedezte fel 1798. szeptember 9-én.

## Tudományos adatok
22 millió fényév távolságra található a Tejútrendszertől. Az ismert galaxisok közül az NGC 6946 ad otthont a legtöbb szupernóvának, köszönhető ez a benne található jelentős számú nagy tömegű csillagnak. Az elmúlt évszázadban 9 szupernóvát fedeztek itt fel, melyek a következők:
- SN 1917A
- SN 1939C
- SN 1948B
- SN 1968D
- SN 1969P
- SN 1980K
- SN 2002hh
- SN 2004et
- SN 2008S

Az NGC 6946 galaxis különlegessége, hogy a többi szomszédos galaxisokhoz viszonyítva itt a csillagképződés is sokkal intenzívebb. Feltételezések szerint a szupernóvák is szervesen hozzájárulnak az új csillagok születéséhez. A kutatók becslései arra is rámutattak, hogy az NGC 6946 bár remek példája a csillagfejlődés két végső stádiumának tanulmányozására, mégis fele annyi csillagot tartalmaz, mint a Tejútrendszer.
2014-ben a Robert C. Byrd Green Bank Telescope (GBT) használatával megállapították, hogy a galaxis felé egy halvány és ritka, hidrogéngázból álló „csillagközi folyam” áramlik. Ez megmagyarázza a csillagképződéshez szükséges alapanyag eredetét. Korábbi becslések a hidrogén mennyiségére a mostani mérések nagyjából 10%-ának feleltek meg.